# 学校法人宇治学園
学校法人宇治学園（がっこうほうじんうじがくえん）は、1965年4月に設置され、1994年9月1日に学校法人立命館 と法人合併後、解散した学校法人。

## 概要
京都府宇治市莵道に本部を置いていた。1994年9月1日に学校法人立命館と法人合併をし、宇治学園の設置する宇治高等学校（現立命館宇治高等学校）、宇治高等専修学校は学校法人立命館に移管された。

## 設置者
- 川田平八郎
- 川田ヨシ子

## 設置していた学校
- 宇治高等学校
- 宇治高等専修学校

## 沿革
- 1946年 - 宇治洋裁女学院（京都府久世郡宇治町大字宇治町小字妙楽202）を開校する。
- 1948年 - 「宇治高等技芸学校」の設置を京都府知事より認可を受ける。
- 1965年 - 学校法人宇治学園 宇治高等学校設置の認可を受け、宇治高等学校開校。
- 1976年 - 技芸学校、学校教育法に基づく専修学校制度発足に伴い、「宇治高等専修学校」に校名変更をする。
- 1984年 - 宇治高等専修学校、宇治妙楽校舎より宇治善法校舎に移転する。
- 1994年9月1日 - 学校法人立命館との法人合併（法人の解散）により、。

## その他
- 宇治高等専修学校は学校法人立命館に移管後、閉校された。同校は女子校であった。

## 参考資料
- 「宇治学園50年略年史 あゆみ」1995年、学校法人立命館